# Apagão no Norte e Nordeste do Brasil em 2012
Foi um apagão ocorrido na Região Nordeste do Brasil e em parte dos estados do Pará, Tocantins e do Distrito Federal, na noite do dia 25 de outubro até a madrugada de 26 de outubro de 2012 e foi provocado, segundo o Operador Nacional do Sistema Elétrico, por um incêndio entre duas subestações de energia entre o Maranhão e Tocantins, embora as causas só serão identificados com clareza depois que a ocorrência for analisada.

## O blecaute
O apagão teve início na Região Nordeste por volta das 0h14 (horário de Brasília), 23h14 no horário local: alguns estados só tiveram a situação normalizada até 4 horas depois, embora o sistema tenha começado a se restabelecer uma hora depois. A falta de energia elétrica afetou todos os estados da Região Nordeste em 100% dos municípios e em parte dos estados do Pará, Tocantins (70% da carga da Região Norte), além do Distrito Federal.

## As causas
Um curto-circuito observado entre as subestações de Colinas e Imperatriz, no Maranhão, deve estar entre as causas da pane elétrica, que afetou a interligação entre os sistemas Norte/Nordeste ao sistema Sul/Sudeste, forçando o ONS a desligar o sistema para prevenir maiores perdas.

## Consequências
Problemas como paralisação no funcionamento de caixas eletrônicos, telefones, semáforos e fornecimento de água foram registrados em vários esses estados da região. Saques e outros fatos isolados também foram registrados no Recife.
O ministro de Minas e Energia, Márcio Zimmermann, afirmou que uma equipe de técnicos foi enviada para as subestações de Colinas e Imperatriz (MA). Ele avaliou ainda que as ocorrências em série de desabastecimento de energia “não são normais” e que o sistema perdeu um pouco a confiabilidade.

### Televisão
Com o apagão, milhares de telespectadores ficaram sem ver televisão por falta de energia elétrica. Muitas emissoras não saíram do ar porque contavam com geradores e puderam ser assistidas por quem tinha aparelhos portáteis, como os de TV digital. Para as regiões afetadas, a Rede Globo reapresentou o penúltimo capítulo de Gabriela na sexta-feira (26) e exibiu o último capítulo exibido no sábado, 27, após pedidos de telespectadores pela sua central de atendimento. Com isso, o humorístico Zorra Total não foi exibido no sábado.